# Termomix
Termomix – trzeci album jazzowego zespołu Algorhythm z Gdańska, wydany 15 marca 2019 przez Alpaka Records (nr kat. AR010). Płyta nominowana do Fryderyka 2020.

## Lista utworów
Opracowano na podstawie materiału źródłowego.
1. Termomix 03:45
2. Lemon Zest 03:53
3. The Ancient Snack 00:57
4. Baba Ganoush 03:47
5. The Recipe 01:10
6. Hakuna Chakula 04:30
7. Chocolate Pudding 03:11
8. Mario 03:50
9. Obscure Specialities 02:28
10. Mulligatawny 03:07
11. Eggs 00:40
12. Transgroove 04:06
13. Antipasti Suite 07:20
14. The Party's Over 01:57

## Wykonawcy
- Emil Miszk – trąbka, trąbka naturalna, efekty dźwiękowe
- Piotr Chęcki – saksofon tenorowy, efekty dźwiękowe
- Szymon Burnos – Wurlitzer, Fender Rhodes, Moog, programowanie
- Sławek Koryzno – perkusja, instrumenty perkusyjne